# Klimontów
Klimontów è un comune rurale polacco del distretto di Sandomierz, nel voivodato della Santacroce.
Ricopre una superficie di 99,24 km² e nel 2004 contava 8 704 abitanti.